# КК Трабзонспор
КК Трабзонспор (тур. Trabzonspor Basketbol) је турски кошаркашки клуб из Трабзона. Из спонзорских разлога пун назив клуба гласи Трабзонспор Медикал парк (Trabzonspor Medical Park). У сезони 2017/18. такмичи се у Првој лиги Турске.

## Успеси

### Међународни
- Еврочеленџ:
  - Финалиста (1): 2015.

## Учинак у претходним сезонама
| Сез.     | Првенство Турске | Куп Турске   | Европско такмичење     | Европско такмичење |
| -------- | ---------------- | ------------ | ---------------------- | ------------------ |
| 2010/11. | 11. место        | Полуфинале   | -                      |                    |
| 2011/12. | 15. место        | Групна фаза  | -                      |                    |
| 2013/14. | 9. место         | Четвртфинале | -                      |                    |
| 2014/15. | Полуфинале       | Групна фаза  | Еврочеленџ - Финалиста |                    |
| 2015/16. | 11. место        | Четвртфинале | Еврокуп - Топ 32       |                    |
| 2016/17. | 12. место        | -            | -                      |                    |
| 2017/18. | 13. место        | -            | -                      |                    |

## Познатији играчи
- Морис Бејли
- Елтон Браун
- Новица Величковић
- Кејлеб Грин
- Хорхе Гутијерез
- Владислав Драгојловић
- Таренс Кинси
- Игор Милошевић
- Александар Рашић
- Мајкл Скот
- Андрија Стипановић
- Рајан Томпсон
- Горан Ћакић
- Душан Чантекин

## Познатији тренери
- Ненад Марковић
- Драган Шакота